# Mancha Real
Mancha Real è un comune spagnolo di 9 527 abitanti situato nella comunità autonoma dell'Andalusia.

## Geografia fisica
Nella parte settentrionale scorre il Guadalquivir.